# Гравитациона биологија
Гравитациона биологија је научна дисциплина која проучава утицаје које гравитација има на живе организме. Кроз историју живот на Земљи је непрестано еволуирао како би живи свет на њој преживео променљиве услове, као што су промене у клими и карактеристикама станишта. Једина константан фактор у еволуцији, са којим је живот на Земљи почео и данас делује, је сила гравитације. Као последица дејства земљине гравитације, сви биолошки процесу су навикли на дејство присутне гравитационе силе, па зато чак и најмање варијације у њеној снази, правцу или смеру деловања могу имати значајан утицај на здравље и функцију организама. Научници су такође открили и позитивн утицај гравитације на жива бића јер су утврдили да ако ћелије расту без утицаја гравитације Земље, оне формирају ткиво које више личи природниом ткиву у телу.
.
Научници који проучавају утицај гравитације на живе организме и њихов живот називају се гравитациони биолози. Они са различитим групама научника и инжењера настоје да подстакну размену идеја и приступе основним и примењеним биолошким истраживања у гравитационој науци како на Земљи тако и у свемиру.

## Гравитација и задаци гравитационе биологије
Гравитација односно сила теже је физичка интеракција која изазива привлачење између тела, а што је последица њихове масе. То је једна од четири основне силе које делују у природи, представља силу привлачења између материјалних тела свих величина - од атома до планета у галаксијама, звезда у универзуму, итд. Гравитација је сила којом планета Земља привлачи и држи све материјалне ствари (жива бића и предмете) на својој површини и још се назива и Земљина тежа. Сва материјална тела поседују силу гравитације, али су те силе далеко мање него сила Земљине теже која се осећа и на 80.000 километара удаљености од Земље. Гравитациона сила на површини земље, која се обично наизва g-сила, од постанка Земље је константне величине у оба смер и од формирања планете износи; g = 9,81 m/s².
Како у природним наукама постоји безброј питања повезаних са земљином гравитацијом на које треба пронаћи одговоре, настала је и посебна област биологије, гравитациона биологија, која треба да одговори на следећа питања о ефекатима гравитације на живе организаме; 
- Како тачно ћелија региструје гравитационе сигнале?
- Да ли на гравитацију реагују појединичне ћелије, или само вишећелијске структура?
- Које су разлике између појединих врста, по томе како оне осећају и реагују на гравитацију?
- Који су то механизми помоћу којих и наредне генерације трпе последице одсуства гравитације?
- Како свемирска микрогравитациона средина утиче на понашање, животни век, и старење организама?

Зато су главни задаци гравитационе биологије, као науке вођене жељом за новим сазнањима у области биологије, да изучи утицаје гравитације и покуша да одговори на ова и бројна друга питања и открије природу односа између физичких закона универзума и живих бића, како би што свестраније разумели универзум у коме живимо..

## Животиње у борби са гравитацијом
Гравитација је имала утицај на развој животињског света од првог једноћелијског организма. Величина појединих биолошких ћелија, је обрнуто пропорционална интензитету гравитационог поља које делује на ћелију. Зато се у најјачем гравитационом пољу величина ћелија смањује, а у слабом гравитациона пољу повећава. Гравитација тада постаје ограничавајући фактор раста појединих ћелија.
Ћелије које су природно веће него што им је гравитација то дозволила, морале су развити методе унутрашње заштите својих структура. Нека од тих метода заснивају се на; покретима протоплазме, дуге на танком облику тела ћелије, повећаној вискозности цитоплазме, или великом смањење специфичне тежине компонената ћелија у односу на земљину.
Ефекти гравитације у многим једноћелијских организама су још драматичнији. У периоду када је еволуирала прва животиња како би опстала на земљи, кроз неки облик усправног кретања, морала је да поседује неки спољашњи или унутрашњи скелет, који је био неопходан да се уз помоћ њега избори са повећаном тежином сопственог тела, изазваном силом гравитације. Пре него што се у еволуцији животиња ово десило, већина животних облика било је мале величине, налик црвима или медузама. Без овог искорака у еволуцији, жива бића на Земљи не би била у стању да одрже свој облик или се крећу по њеној површини.
У ширем смислу гравитациона сила у организму земаљских кичмењаке утиче и на њихов мишићни систем, систем за равнотежу, циркулаторни систем, дистрибуцију течности и унутрашњу динамику кретања материја.

## Значај бестежинског стања
Развој и раст ћелија, биљака и животиња не може се проучавати у одсуству гравитације, зато је од великог значаја стицање увида у то како гравитација утиче на живот, животне процесе и здравље живих бића на Земљи. Људске, биљне и животињске ћелије изложене бестежинском окружењу након само неколико дана показују структурне и функционалне промене. Бројни експерименти показали су да промене у ћелијском метаболизму, функцијама имунских ћелија, деоби ћелија итд, настају у свим ћелијама за време боравка живих бића у свемиру. На пример, после неколико дана боравка у микрогравитацији, ћелије људскоg имунског система нису успеле да се диференцирају у зреле ћелије.
Зато су истраживање свемира од великог значаја и огромна благодат за даљи рад гравитационе биологије јер су створила јединствену прилику гравитационим биолозизма да експериментишу у реалним условима хипо или микрогравитације која влада у свемиру. Шта то значи? Ако се одређене ћелије у свемиру не могу диференцирати, организам није у стању да се успешно репродукују након излагања нултој гравитацији. Научници верују да је стрес у свемирским летовима одговоран за немогућност распознавања одређених ћелија. Стрес може да измени метаболичку активности и поремети хемијске процеса и иозазове промене у организму, па чак и у само једној ћелији.
„На пример, микрогравитација омета развој коштаних ћелија. Коштане ћелије умиру ако не могу да се прикаче уз нешто. Без гравитације не постоји силазни притисак на коштане ћелије, па оне около бесциљно плутају и на крају пропадају. Ова промена сугерише да гравитација може овим ћелијама да да наговештај где да се прикључе.“

## Култивисање ћелија у свемиру
Друга област којом се бави гравитациона биологија је култивисање ћелија у свемиру, где се у микрогравитационом окружењу стварају одређени услови и предноста за раст ткива. У лабораторијама, на Земљи, ћелије се гаје у петријевим посудама. У њима оне обично расту у облику дводимензионалних слојева на дну посуде. У живом организму, међутим, ћелије формирају ткиво сасвим другачијих карактеристика. Оне расту у облику тродимензионалних слојева ткива која се састоје од специјализованих и диференцираних ћелија. Зато што ћелије које се гаје у петријевим посудама или ин витро условима не праве разлику, оне су есенцијално бескорисне у биомедицинским апликацијама као што су ткивни графтови.
Међутим, научници су открили да ако ћелије расту без утицаја гравитације Земље, оне формирају структуру ткива, која више личи природниом ткиву у телу. Експерименти су показали да је микрогравитација јако корисна за културу ћелија и раст ткива, што може бити од великог значаја за биомедицинске науке.

## Утицај гравитације на раст биљака
На Земљи, гравитација игра пресудну улогу у расту биљака, јер постоји тропизам који усмерева покрете биљака у одређеном смеру као одговор на на дејство стимулуса из одређеног правца. Код појединих врста биљака тропизам се манифестује као гравитропизам, код којег су покрети стимулисани дејством гравитације. Тако је нпр. простирање корења у правцу гравитације, или векторски гледано према средишту земље, супротно од сунца. Док цветови и стабљике расту супротно од силе гравитације, према сунцу.
Како биљке осећају гравитацију? Оне то чине лучењем хормона. Један одређена група хормона, који се зову ћелијски ауксини (called auxins), одговорни су за издужења ћелија корена. Ауксини се синтетизују у одређеном делу биљке, одакле мигрирају све до корена, где се акумулирају под дејством гравитације и стимулишу раст ћелија корена. Хормони су на сличан начин одговорни и за раст ластара биљака у супротном смеру од гравитације.
У свемиру, међутим, у условима микрогравитације хемијски сигнали који се обично активирају гравитацијом изостају, или бар не делују у одређеном правцу. Маса биљке успевају и расту у свемиру, неке су показале необичне одговоре на дејство нулте гравитације. У ћелијама корена неких биљка примећено је присуство промене у хромозомима. Такође је интересантно и да је раст корена неких биљака у свемиру значајно бржи него код истих тих биљкака на Земљи.
Научници још увек не могу у потпуности да објасне разлоге оваквог понашања биљака и зато се тренутно спроводе бројна истраживања. Темељно разумевање процеса како биљке расту и репродукују се у свемиру од суштинског је значаја за даљи успех будућих међупланетарних свемирских мисија, у којима ће раст усева бити примаран (и можда једини) извор хране за посаду свемирских летелица.